# Perisama nyctimene
Perisama nyctimene är en fjärilsart som beskrevs av William Chapman Hewitson 1868. Perisama nyctimene ingår i släktet Perisama och familjen praktfjärilar. Inga underarter finns listade i Catalogue of Life.